# Verești község
Verești község közigazgatási egység Romániában, Suceava megyében. A község Bursuceni, Corocăieşti, Hancea településeket foglalja magában, valamint a névadó Verești-et. A község az 1950-es közigazgatási reformig Botoșani megyéhez tartozott.

## Fekvése
Verești község a Szucsáva és a Szeret folyók közé ékelődve terül el. A község két települése - Verești és Hancea - a Szucsáva, a másik kettő -  Bursuceni és Corocăieşti - a Szeret partján, illetve ahhoz közel terül el. Verești község Dumbrăveni, Fântânele, Salcea és Udești községekkel határos.

## Közlekedés
A községközpontban, Verești-ben van az 500-as vasúti fővonal egyik fontos állomása, ahonnan leágazik az 511-es vasútvonal Botosán felé. Közúton a DJ290-es úton közelíthető meg a község, mely Verești és Hancea településeken halad keresztül, Hanceán pedig a DC66-os ágazik el Corocăieşti, majd onnan a DC65-ös Bursuceni felé.

## Népesség
A 2011-es népszámlálás szerint a községet 6289-en lakják. 2002-ben 7109 főt számláltak, a népességcsökkenés tehát meghaladta a 10 százalékot. A lakosság 86,88 százaléka román nemzetiségű, 10,48 százalék a cigányok aránya.